# Червоное (Хмельницкий район)
Червоное (укр. Червоне) — село в Теофипольском районе Хмельницкой области Украины.
Население по переписи 2001 года составляло 1 человек. Почтовый индекс — 30646. Телефонный код — 3844. Занимает площадь 0,213 км². Код КОАТУУ — 6824785503.

## Местный совет
30646, Хмельницкая обл., Теофипольский р-н, с. Ордынцы, ул. Верхние Усадьбы